# Kasimov
Kasimov (storicamente: Xankirmän, Gorodec Meščërskij, Novyj Nizovoj), è una città della Russia centrale, nell'Oblast' di Rjazan', centro amministrativo del rajon Kasimovskij. La città sorge sulla riva sinistra del fiume Oka.
La prima popolazione di quest'area, la tribù Meščëra, aveva origini finniche ed in seguito fu assimilata da popolazioni russe e tatare.

## Storia
La città fu fondata nel 1152 da Jurij Dol'gorukij, governatore di Vladimir-Suzdal. Il suo primo nome fu Gorodec, che poi divenne Gorodec Meščërskij (russo: Городец Мещёрский). Nel 1376 la città fu distrutta dall'invasione del mongoli, ma subito ricostruita col nome di Novyj Nizovoj (Nuova città bassa, Russo: Новый Низовой). Dopo la Battaglia di Suzdal nel 1445, dove il Gran Duca Vasili II fu fatto prigioniero, le terre di Meschiora furono cedute a Olug Moxammat, khan di Kazan come riscatto per la vita del Gran Duca.

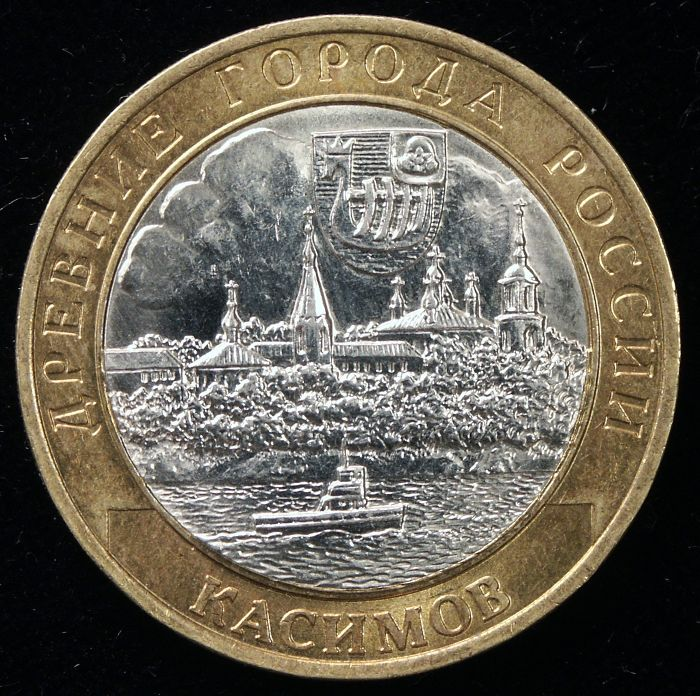
Vista della città di Kasimov nella moneta da 10 rubli del 2003.

Nel 1452, il Vasilij II, Granduca di Mosca, cedette la città al principe kazano Qasim khan, che servì come ispettore ai tributi della Grande Orda, ma passò poi al servizio dei russi. Secondo altre cronache, Qasim e suo fratello Yosıf scapparono dal Kazan dopo aver perso la lotta per il trono contro il fratello Mäxmüd. Dopo il 1471, la città era nota come città di Qasím. Rimase capitale del Khanato di Qasim fino al 1681 quando il khanato fu riassorbito nello Zarato russo.
Un gruppo di tatari vi si stabilì nuovamente nel XV secolo, sono noti come Tatari Qasim. Parlano il dialetto Mishar, mischiato con il dialetto tataro medio della lingua tatara.
A partire dal XIII secolo Kasimov divenne uno dei centri dell'Islam nella regione. Fu poi inclusa tra i confini del Mishar Yort dell'Orda d'oro.
Nel XVII secolo, la città fu divisa in tre parti:
- Città vecchia (russo: Старый Посад, tataro: İske Bistä) e Città tatara (russo: Татарская слобода, tataro: Tatar Bistäse) governata dal khan del Khanato di Qasim e da nobili tatari;
- Città di Yamskoy (russo: Ямская слобода) composta di cittadini comuni russi, governata da  Mosca;
- Città di Marfin (russo: Марфина слобода, tataro: Marfin Bistäse) – parte della città, governata dai voyevoda di Kasimov – governatori russi.

## Popolazione
Popolazione:
- 1910 – 17.000
- 2000 – 38.000

Popolazione tatara di Kasimov: 
- 1910 – 1.000 - 2.000
- 2000 – 500

## Architetture
- Moschea di Pietra (1467)
- Mausoleo di Shahgali (Şahğäli) Khan (1555)
- Mausoleo di Afghan Moxammad (Äfğan Möxämmäd) Khan (1658)
- Moschea del Khan